# Висмутид родия
Висмутид родия — бинарное неорганическое соединение
родия и висмута
с формулой RhBi,
кристаллы.

## Получение
- Сплавление стехиометрических количеств чистых веществ:

{\displaystyle {\mathsf {Rh+Bi\ {\xrightarrow {977^{o}C}}\ RhBi}}}

## Физические свойства
Висмутид родия образует кристаллы
гексагональной сингонии,
пространственная группа P 63/mmc,
параметры ячейки a = 0,40953 нм, c = 0,56658 нм, Z = 2,
структура типа арсенида никеля NiAs
.
Соединение образуется по перитектической реакции при температуре 977°С
и имеет область гомогенности 48÷50,6 ат.% родия  (997°С и 45÷48 ат.% в ).